# デジレ・アルトー
デジレ・アルトー（Désirée Artôt フランス語: [deziʁe aʁto]; 1835年7月21日 - 1907年4月3日）は、主にドイツにおいてドイツ・オペラやイタリア・オペラを歌唱して名声を博した、ベルギーのソプラノ歌手。1868年には一時ピョートル・チャイコフスキーと婚約していた。チャイコフスキーは自作のピアノ協奏曲第1番や幻想序曲『ロメオとジュリエット』へアルトーの名を忍ばせている可能性もある。1869年にスペインのバリトンであったマリアーノ・パディーヤ・イ・ラモスとの結婚以降はデジレ・アルトー・デ・パディーヤ、もしくはデジレ・アルトー＝パディーヤという名前で知られた。

## 生涯

### 家系
マルグリート＝ジョゼフィーヌ＝デジレ・モンタニー・アルトーは、ブリュッセルのモネ劇場でホルン奏者を務め、ブリュッセル王立音楽院の教員も務めていたジャン・デジレ・モンタニー・アルトーの娘として生まれた。おじにヴァイオリニストのアレクサンドル・アルトー（1815年-1845年）がおり、アレクサンドル・ジョゼフ・モンタニーとして生まれたこの人物が職業上アルトーという姓を名乗るようになり、一家の面々がその例に倣う形となった。他のおじには肖像画家のシャルル・ボーニエ（1814年-1886年）がいた。

### キャリア初期
ロンドンとパリでポーリーヌ・ガルシア＝ヴィアルドとフランチェスコ・ランペルティに師事。ベルギー、オランダ、そして1857年6月19日のイングランドなどでコンサートの舞台に登場した。マイアベーアの手引きによりパリのオペラ座へと足を踏み入れ、1858年2月5日にオペラ『預言者』でデビューを飾ると大きな成功を収めた。また、グノーの『サッフォー』の短縮版でタイトル・ロールを務めた。ベルリオーズらが2月17日の『ジュルナル・デ・デバ』紙上で彼女の歌唱を賞賛している。しかし、アルトーは1859年にフランス語のレパートリーを棄て、イタリア語で歌うようになった。同年にはロリーニのイタリアオペラ団を伴ってベルリンのヴィクトーリア劇場のこけら落しでも歌っている。同地では『セビリアの理髪師』、『チェネレントラ』、『イル・トロヴァトーレ』その他の役により大きく成功している。
1859-1860年と1863年にはロンドンで歌を披露しており、『連隊の娘』、『椿姫』、『ノルマ』に出演した。1861年にはウェールズのハープ奏者であるジョン・トーマスと一時婚約している。
彼女のお気に入りの役は『連隊の娘』で、このオペラにしっかり現実味を持たせるために彼女は小太鼓を数か月にわたって学び、第1幕ではプロの奏者に並ぶほどの腕前で自ら演奏していた。
1864年に再度イングランドを訪れてロイヤル・オペラ・ハウスで歌っており、さらに1866年にもイングランドでグノーの『ファウスト』やその他の役で舞台に上がった。

### ロシア時代とチャイコフスキー

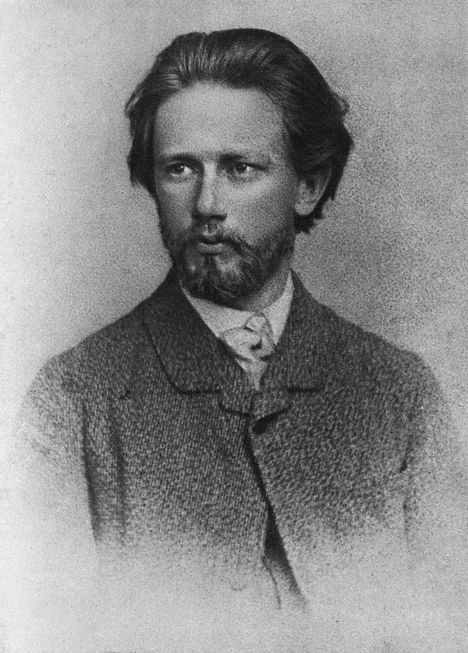
ピョートル・チャイコフスキー、1870年頃。

1868年にロベルト・スターニョも所属していたイタリアオペラ団とロシアへ赴いた。アルトーはモスクワを魅了する。マリア・ベジチェヴァの家での接見では、主人がアルトーの前に跪き、その手に口づけを行った。
アルトーは春に行われたベジチェバ家でのパーティーでチャイコフスキーと簡単に顔を合わせている。チャイコフスキーはダニエル＝フランソワ＝エスプリ・オベールの『黒いドミノ』へ追加のレチタティーヴォを作曲しており、これを用いてアルトーが行った慈善公演の後にも彼女を訪れている。2人が音楽関連のパーティで再び偶然に遭遇した際、彼女はチャイコフスキーが秋の間にもっと足しげく自分を訪ねてくれなかったことに驚いたと伝えた。次はそうすると守る気のない約束をした彼であったが、アントン・ルビンシテインからは歌劇場に彼女を見に行くようにと説得を受けた。それからアルトーはチャイコフスキーに毎日招待状を送るようになり、彼の方でも毎晩彼女を訪ねることが習慣となっていった。チャイコフスキーは後年、弟のモデストに宛てた手紙の中で彼女について「非常に美しい仕草、上品な所作、芸術的な身のこなし」を身につけていると記している。彼はアルトーに神経を集中させるべく、交響詩『運命』の作曲を中断する。チャイコフスキーが恋愛感情としての興味に勝って歌手、女優としての彼女により強く魅かれており、個人と芸術家を分けることが難しかったと考えても不自然ではない。彼はピアノのための『ロマンス』 ヘ短調 作品5をアルトーへと献呈している。
年の暮れまでに結婚の話が持ち上がってきていた。このことはチャイコフスキーが自らの同性愛を克服しようとした最初の真剣な取り組みであったとされる。アルトーと共に旅をしていた彼女の母親は結婚に反対だった。これには3つの理由がある。まず、アルトーの全公演で前列に座っていたある名もないアメリカ人男性が彼女に惚れこんでおり、その母親にチャイコフスキーの出自と経済状況に関して嘘を吹き込んだことである。ロシアの文化に疎い彼女にはそれを信じない理由がなかった。次にチャイコフスキーの年齢。彼はアルトーよりも5歳年下だった。最後は彼女がチャイコフスキーの性行動に関する噂を聞いていたのかもしれないということである。反対にチャイコフスキーの父親は息子の計画を後押しした。アルトー自身にはもがく作曲家を支えるために自らのキャリアを棄てる覚悟はできておらず、チャイコフスキーも単なるプリマドンナの夫となる覚悟はなかった。ニコライ・ルビンシテインなどチャイコフスキーの友人には、外国の有名歌手の夫になることは彼自身の音楽でのキャリアを止めてしまうことを意味する、という理由で結婚に反対した者もいた。事態は決め手を欠いたままの状態となり、公式には何の発表も行われなかった。しかし、2人は1869年の夏にパリに近い彼女の地所で再会することを期し、結婚に関する疑問を終結させようとした。その後、オペラ興行会社はツアーを続けるべくワルシャワを目指して旅立った。しかし、1869年のはじめにはチャイコフスキーは考えを改めていた。彼は弟のアナトーリに対し、結婚がいずれ行われるとは思えないと書き送った。「この話はややダメになり始めている。」

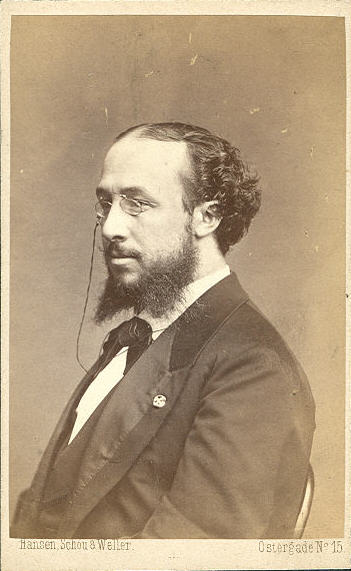
アルトーと結婚したマリアーノ・パディーヤ・イ・ラモス。

その事実をチャイコフスキーに告げはしなかったものの、当時の社会的慣習の要請によりアルトーもまた考えを変えていた。1869年9月15日、セーヴル、もしくはワルシャワのどちからにおいて、アルトーは同じ会社の一員であったスペインのバリトンのマリアーノ・パディーヤ・イ・ラモスと結婚した。パディーヤは彼女よりも7歳年下で、彼女が以前にチャイコフスキーに対して笑いものにしていた人物であった。電報で婚姻の知らせを受け取ったニコライ・ルビンシテインはすぐさまそれをチャイコフスキーに伝えに行った。ちょうどオペラ『地方長官』のリハーサルの最中であった彼はルビンシテインから知らせを聞き、ひどく動転するとリハーサルを中止してただちにその場を後にした。
チャイコフスキーがこの問題から立ち直るのは非常に早かった。1874年にピアノ協奏曲第1番を作曲した際には、彼は緩徐楽章にアルトーがレパートリーに入れていたフランスの流行歌『Il faut s'amuser et rire』を取り入れている。楽章を開始するフルートのソロも彼女と関係しているのかもしれない。第1楽章の第2主題がD♭-A（ドイツ語表記でDes-A）で始まることについて、音楽学者のデイヴィッド・ブラウンはアルトーの名前Désirée Artôtを音化したものであると主張している。綴りのイニシャルを音高に用いるのはロベルト・シューマンがしばしば用いた方法であり、チャイコフスキーはシューマンの音楽を大いに称えていた。D♭-Aの流れは協奏曲全体である変ロ短調という調性を決定づける変ロ音で自然に解決されるが、ブラウンによればこれは協奏曲や交響曲には非常にめずらあしい調性であるという。有名な第1楽章の開始主題は平行調である変ニ長調（Des）で書かれており、2度奏でられた後は曲中で再現されることはない。ホルンで奏される曲頭の短調の動きによる主題（F-D♭-C-B♭）は、ホルンの教授であったアルトーの父に関係している可能性もあるが、作曲者自身を表している可能性の方が高い。彼は他の作品中でE-C-B-Aという音の並びを自らの署名として用いており、このホルンの主題はE-C-B-Aをイ短調から変ロ短調へと移調したものだからである。他にもチャイコフスキーが自分の名前をこの協奏曲に暗号化して忍ばせたり、アルトーの名前を交響詩『運命』、交響曲第3番、幻想序曲『ロメオとジュリエット』に隠したとする指摘がある。チャイコフスキーは『運命』の筋書きを明らかにすることはなく、さらに後年には総譜を破棄してしまったのである。
『ロメオとジュリエット』を作曲中の彼の頭には、アルトーの記憶が非常に鮮明に残っていた。シェイクスピアの戯曲の悲劇と自らの個人的な喪失の相同性を導き出すのは容易であった。ミリイ・バラキレフは『ロメオとジュリエット』の愛の主題（D♭、すなわちDesで書かれている）を変わった言葉を選んで称賛している。「2つ目の変ニ長調の旋律は喜ばしい（中略）愛の儚さと甘さで溢れており（中略）この曲を弾いてみて頭に浮かんだのは、貴方が裸で浴室に横たわりアルトー＝パディーヤその人が香りのよい石鹸から熱い泡を作り貴方の腹部を洗っている情景でした。」1869年5月、チャイコフスキーへはじめに『ロメオとジュリエット』の作曲を提案したのはバラキレフであった。初版の完成は1869年11月29日であり、アルトーがパディーヤと結婚してからまだ2か月であった。
1870年12月のアルトーのモスクワ巡業の折には、チャイコフスキーはグノーの『ファウスト』でマルグリート役を演じる彼女を聴きに出かけている。頬を伝って涙を流したと伝えられているものの、この時に2人で会うことはしなかった。1875年に再びモスクワを訪れたアルトーは、マイアベーアの『ユグノー教徒』で歌っている。ある日、音楽院でニコライ・ルビンシテインを訪ねたチャイコフスキーと友人のニコライ・カシュキンは「ある外国人の女性」がルビンシテインとオフィスにいるので待って欲しいと言われた。すぐに姿を現したその外国人の女性はデジレ・アルトーであった。彼女もチャイコフスキーもあまりに取り乱して言葉を交わすことができず、彼女は足早にその場を後にした。チャイコフスキーは吹き出して「それで私は自分が彼女と恋仲にあるのかと思った！」と口にしたのであった。
1887年、ベルリンでのベルリオーズの『レクイエム』の公演に際してチャイコフスキーと会う機会が訪れた。2人は喜んで関係性を新たにしたが、過去に起こったことについては触れられなかった。1888年2月4日、アルトーは再びベルリンでチャイコフスキーと会っている。チャイコフスキーは同地での5日間は毎日彼女と過ごす時間を作り、2月7日の夕方をラントグラフシュトラーセ17で共に過ごした際に彼女はチャイコフスキーへロマンスを自分のために作曲してくれるよう頼んだ。チャイコフスキーの日記には次のようにある。「今夜は私のベルリン逗留の記憶の中で最も心地の良いもののひとつに数えられる。この歌い手の性格と芸術性にはこれまでと変わらず抗しがたい魅力がある。」5月になると、彼は8月までに歌曲を仕上げることを手紙で約束している。夏の間、彼は10月19日に完成することになる幻想序曲『ハムレット』など、いくつもの大作に時間を取られてしまった。この時までに彼はアルトーの当時の声域を念頭に、彼女へ向けて1曲ではなく6曲の歌曲を作ることを心に決めていた。テクストとして選ばれたのは3人の詩人によるフランス語の未翻訳の作品であった。こうして『フランス語の歌詞による6つの歌』 作品65は10月22日に完成され、デジレ・アルトー＝パディーヤへと献呈されたのである。10月29日付のアルトーに宛てた書簡の中でチャイコフスキーは彼女が曲集を気に入ってくれることを願いつつ、こう綴った。「人は自分が偉大な人物たちの中でも特に偉大だと思う歌手のために作曲をしていると、少々怖気づいてしまうものですね。」

### キャリア後期
マリアーノ・パディーヤ・イ・ラモスとの結婚後、アルトーはしばしばデジレ・アルトー・デ・パディーヤ、もしくはデジレ・アルトー＝パディーヤとして知られるようになる。ドイツ、オーストリア、ポーランド、スウェーデン、ベルギー、オランダ、デンマーク、ロシア、そしてフィンランドでアルトーはパディーヤとイタリアオペラの公演を重ねた。モスクワには1868年-1870年、次いで1875年-1876年、そしてサンクトペテルブルクには1871年-1872年と1876年-1877年に赴いている。彼女は激しい気性の持ち主であり、1870年代にモスクワでミニー・ホークと起こした舞台上での争いの数々はしっかりと記録に残されている。
アルトーは1884年に第一線を退くが、皇帝の誕生日である1887年3月22日にベルリンの王宮で行われた『ドン・ジョヴァンニ』のある場面にパディーヤと共に登場している。この年は『ドン・ジョヴァンニ』の100周年でもあった。1889年までベルリンで歌唱指導者をした後、パリへ移住。1907年にパリ、またはベルリンにてこの世を去るが、これは夫の死からわずか4か月後のことであった。
アルトーとパディーヤの娘であるロラ・アルトー・デ・パディーヤはオペラのソプラノとして大きな成功を収めており、ディーリアスの『村のロメオとジュリエット』の初演でヴレンチェン役を務めた。